# Poker

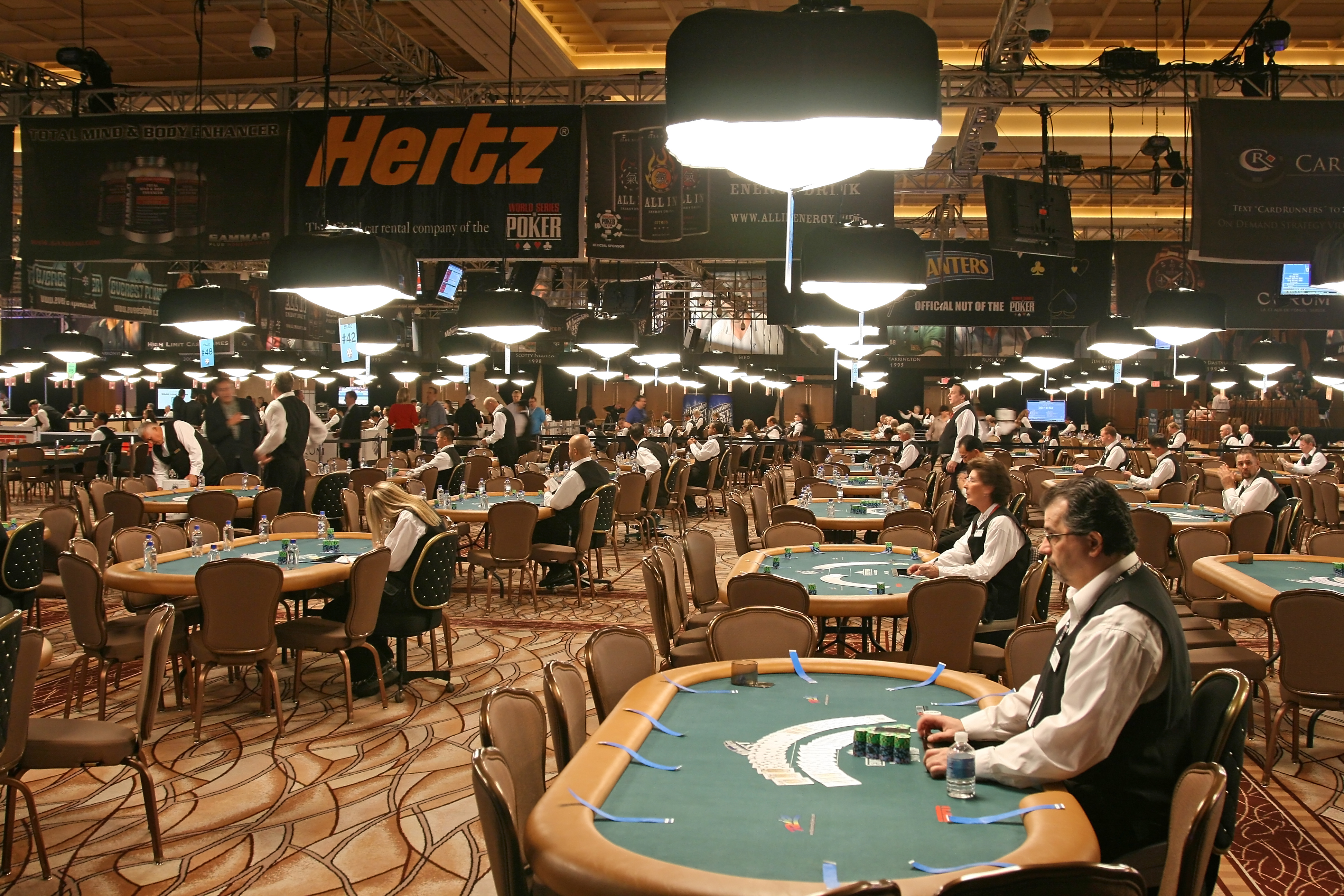
De World Series of Poker 2008 (Rio All Suite Casino, Las Vegas)

Poker is de verzamelnaam van een groep kaartspelen die in casino's, thuis of op het internet worden gespeeld. In Nederland en vrijwel alle andere Europese landen plaatst de overheid het onder de kansspelen en ziet zij het niet als 'behendigheidsspel'. Sinds april 2010 wordt het door de International Mind Sports Association erkend als een denksport.
De bekendste pokervariant is Texas Hold 'em met als doel de hoogst mogelijke kaartcombinatie te maken uit 5 kaarten, en de fiches van de tegenstander(s) te bemachtigen. Deze pokervariant wordt het meest gespeeld, bij zowel online poker als offline. Aan een tafel wordt gespeeld met 2 tot 10 mensen en een deck van 52 kaarten. Elke ronde krijgen de deelnemers van een pokerspel 2 kaarten, die alleen voor hen zichtbaar zijn. Tijdens de ronde worden 5 kaarten open op tafel gelegd; de speler met de hoogste hand wint uiteindelijk de ronde.

## Spelverloop van één hand
Er bestaan vele verschillende varianten van poker, maar ze hebben enkele overeenkomsten. Zo zijn er telkens meerdere inzetrondes en wanneer minstens twee spelers nog niet gepast hebben na die inzetrondes, vindt een showdown plaats. Daarbij wint doorgaans de beste pokerhand, hoewel er varianten zijn waarbij de slechtst mogelijke hand wint (lowball). Indien één speler overblijft omdat alle andere spelers gepast hebben, wint die de pot en hoeft hij zijn kaarten niet te laten zien. Wanneer er nog niet ingezet is, kan een speler checken en zo de beurt doorgeven aan zijn tegenstander. De andere optie is om zelf te betten (inzetten). Indien er wel al ingezet is, kan er gekozen worden om te callen (de inzet betalen), om te raisen (de inzet verhogen) of om te folden (passen). Reeds gedane inzetten zijn onderdeel van de pot en kunnen niet teruggenomen worden.
Een pokerhand wordt in de meeste spelvarianten gevormd uit de best mogelijke combinatie van 5 kaarten, ook al heeft men meer of minder kaarten in de hand. Hierbij is het mogelijk dat men alle vijf kaarten uit de hand gebruikt (o.a. 5 Card Draw), of dat men een of meer gemeenschapskaarten gebruikt (open kaarten die door alle spelers gebruikt kunnen worden), zoals bij Hold'em of Omaha. Ook is het mogelijk dat geen enkele kaart uit de hand wordt gebruikt en enkel de gemeenschapskaarten.
In tegenstelling tot bijvoorbeeld dammen of schaken is poker een spel van onvolledige informatie. Men weet niet welke kaarten de tegenstanders in de hand hebben. Men moet door ervaring, inzicht (in het spel en in de tegenstanders spelwijze of gedrag waardoor deze zijn kaarten "verraadt") en kansberekening inschatten wat de beste handeling is. Een pokerspeler houdt doorgaans als doel voor ogen de beslissing te nemen die op lange termijn het meeste oplevert.

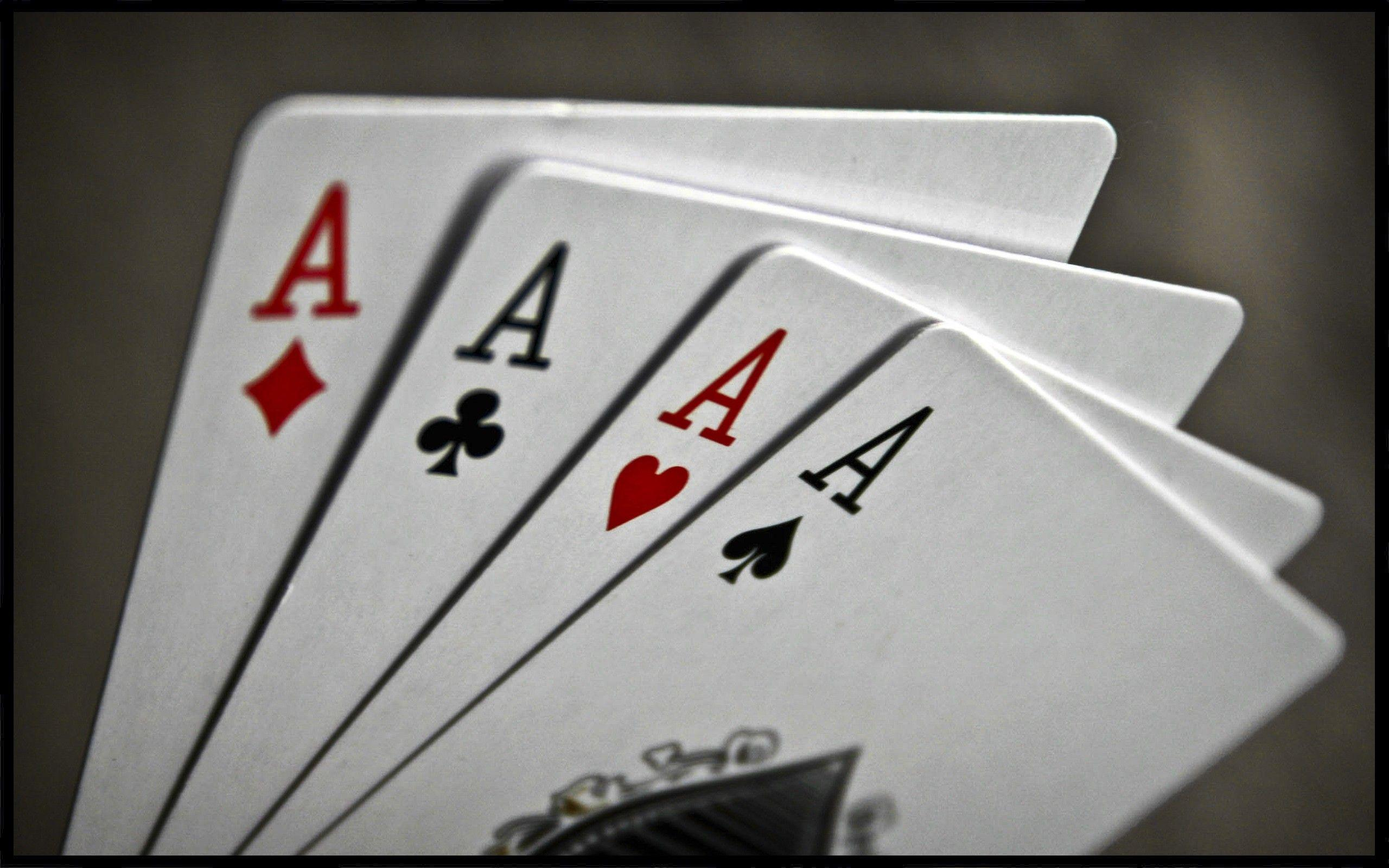
Pokerkaarten

Poker wordt meestal gespeeld met fiches (in het pokerjargon chips genoemd) die een geldwaarde (in cashgames) of punten (in toernooien) voorstellen. Vanwege de populariteit in Amerika heeft poker ook in Nederland en België een hoofdzakelijk Engelstalig jargon. Voor de meeste pokertermen is wel een Nederlandse vertaling, maar hoofdzakelijk Engelse woorden worden gebruikt om pokeracties of -situaties uit te drukken.
Poker is een spel zonder officiële regels; er bestaan slechts algemeen aanvaarde officieuze regels en etiquettevormen die wereldwijd toegepast worden. Tijdens het poker is het mogelijk dat er door de dealer of speler(s) fouten worden gemaakt wat de regels betreft. Voor het afhandelen van de meest gemaakte fouten door dealers, zie dealerfouten.

## Bluffen
Een bijzonder aspect aan poker is het bluffen. Hiermee wordt bedoeld dat men de indruk geeft betere of slechtere kaarten te hebben dan men in werkelijkheid heeft.
- Als een speler relatief slechte kaarten heeft, kan hij in plaats van te passen zich zodanig proberen te gedragen dat het lijkt of hij goede kaarten heeft. Dat kan door in te zetten en/of andermans inzetten verder te verhogen, of zich op andere manier zodanig te gedragen alsof zijn hand zeer sterk is. Een bluf is geslaagd als de andere spelers passen, waardoor de bluffer de pot wint.
- De slow play is de tegenovergestelde manier om te bluffen. De speler heeft goede kaarten, maar speelt alsof hij minder goede kaarten heeft in de hoop dat de tegenstanders doorspelen en de pot verder aangroeit. Het gevaar bestaat echter dat de speler tegen de lamp loopt, doordat de tegenstanders zo goedkoper andere kaarten kunnen afwachten en hun pokerhand kunnen verbeteren.

Als een bluf geslaagd is en de pot gewonnen wordt, hoeft de speler de kaarten niet te tonen omdat het niet tot een showdown is gekomen. De bluf kan echter toch getoond worden om een imago ("table image") neer te zetten met als doel profijt later in het spel. Als de bluffende speler later in het spel wel een goede hand heeft en een grote pot heeft opgebouwd, kan de tegenstander meer geneigd zijn de inzet te betalen vanwege het imago van de speler.
De mechaniek van het bluffen is overgenomen in veel andere kaart- en bordspelen.

## Vormen van poker
Er bestaan talloze soorten pokerspelen. Elke vorm van poker heeft zijn eigen karakteristieke mogelijkheden qua inzetten, bluffen en inzicht in de hand van de tegenstander. De meest gespeelde soorten horen thuis in een van deze drie groepen:
DrawpokerAlle spelers ontvangen een aantal 'dichte' kaarten. Gedurende de pokerhand kunnen een of meerdere kaarten vervangen worden door kaarten uit het resterende stok kaarten.
StudpokerDe spelers ontvangen kaarten waarvan er een (of meer) open liggen en dus zichtbaar zijn voor de andere spelers. Er kunnen geen kaarten vervangen worden zoals bij drawpoker. Bekende voorbeelden zijn 5 Card Stud en 7 Card Stud.
Gemeenschapskaart-pokerAlle spelers ontvangen een of meer persoonlijke kaarten, waarna een of meer kaarten opengedraaid worden. Deze open kaarten fungeren als "gemeenschapskaarten" (community cards of 'the board'). Elke speler heeft de mogelijkheid de kaarten in zijn hand te combineren met de open kaarten om de best mogelijke pokerhand (van vijf kaarten) te vormen. In het geval dat de beste vijf kaarten open liggen, is het in enkele soorten poker mogelijk geen enkele kaart uit de hand te gebruiken: men spreekt dan van 'playing the board'. Twee populaire varianten van gemeenschapskaart-poker zijn Texas Hold'em en Omaha (Hold'em) die respectievelijk twee en vier handkaarten gebruiken plus een 'board' van vijf kaarten.
Een (onvolledige) lijst van pokervormen:
- 2-7 Draw
- 5 Card Draw
- 5 Card Stud
- 7 Card Stud
- 7 Card Stud Eight or Better
- 8-Game, een spel waarin om een afgesproken tijd gewisseld wordt tussen acht verschillende pokervarianten
- 10-Game, een spel waarin om een afgesproken tijd gewisseld wordt tussen tien verschillende pokervarianten
- Ace to Five Draw
- Anacondapoker
- Badugi, een spel met vier (afgeschermde) kaarten per hand per persoon
- Poker Baseball, een variant op stud poker
- Blind Man's Bluff
- Chapeau (poker), een dobbelspel met speciale dobbelstenen.
- Big Two, of Chinees poker
- Cincinnati Poker
- Dealer's choice, een spel waarbij de gever bepaalt welke pokervariant er die hand wordt gespeeld.
- H.O.R.S.E., een spel waarbij meerdere vormen poker gespeeld worden (Hold'em, Omaha High, Razz, Seven Card Stud, Seven Card Stud Eight or Better)
- Omaha High (Hold'em)
- Omaha High/Low (Hold'em)
- Pineapple, waarbij men drie kaarten krijgt, waarvan men er één moet wegleggen na het zien van de flop, voor de rest zijn er dezelfde regels als bij Texas Hold'em
- Razz
- Texas Hold 'em

Varianten van poker waarbij niet tegen medespelers, maar tegen de bank (een casino) wordt gespeeld zijn:
- 3 Card Poker
- Carribean Stud Poker
- Deuces Wild
- Pai Gow Poker
- Video poker

### Cashgames versus toernooien

#### Cashgame
In een cashgame wordt rechtstreeks om geld gespeeld. In ruil voor geld krijgt een speler chips en op elk moment (behalve tijdens een hand) kan een speler beslissen te stoppen en zijn chips weer om te wisselen voor geld. Meestal ligt er een minimale buy-in en een maximale buy-in vast, al kan het gebeuren dat een speler zoveel mag inkopen als hij zelf wil. Het is ook steeds mogelijk bij te kopen (Engels: reload) op voorwaarde dat hij niet meer dan de maximale inkoop voor zich heeft staan. De hoogte van de inzetten tijdens een cashgame wordt bepaald door de limieten van het desbetreffende pokerspel. Zo wordt een cashgame vaak vernoemd met de blinds die gehanteerd worden. Een '5-5 No Limit Hold'em cashgame' is dan een cashgame van de genoemde variant, waarbij de small blind en de big blind allebei vijf euro bedragen.

#### Pokertoernooien
Bij een toernooi wordt voor de start van het toernooi door iedereen een inleg betaald waarmee men toernooichips verkrijgt. Een toernooi eindigt doorgaans wanneer nog slechts één speler overblijft en alle anderen dus geëlimineerd zijn. Het doel bij toernooien is om een zodanige klassering te behalen dat men geld wint. Doorgaans worden de tien à vijftien procent spelers die het langst in het toernooi zaten, uitbetaald, terwijl alle andere spelers niets terugkrijgen en dus hun inleg verloren zien gaan. De uitbetalingsstructuur van pokertoernooien is vrijwel altijd 'top heavy', wat inhoudt dat de geldbedragen relatief hoog zijn voor de best geklasseerde spelers en de uitbetaling 'afvlakt' voor de lager gekwalificeerde spelers. In tegenstelling tot een cashgame worden de blinde inzetten in een toernooi op geregelde tijden verhoogd volgens een vastgesteld schema, zodat de relatieve waarde van de chips verkleinen. Op die manier kan de organisatie goed plannen wanneer een toernooi ten einde zal komen. Afhankelijk van de toernooi-opzet is het soms mogelijk om tijdens het toernooi zich een of meer malen opnieuw in te kopen, door middel van een 'rebuy', waarbij men betaalt voor een nieuwe stapel chips.

### Limieten
Poker kent vele inzetvormen, die het inzetgedrag sterk beïnvloeden. De gangbaarste inzetvormen zijn:
- Limit: de kleine en grote blinde inzet (small en big blind) staan vast, men mag de inzet maximaal verhogen met eenmaal de blinde inzet en ook weer opnieuw verhogen met eenmaal de blinde inzet. Vaak mag men totaal driemaal een verhoging (raise) per inzetronde doen. Na een of twee volgende inzetrondes kan de inzet verdubbelen in bepaalde varianten.
- No Limit : men mag verhogen met minimaal de grote blind, zonder een maximum inzet. De maximum inzet is alle chips die de speler voor zich heeft staan (all-in).
- Spread limit: de maximale inzet bedraagt een aantal maal de grote blind, waardoor deze pokervorm tussen limit en no limit komt te staan.
- Pot limit: het inzetmaximum wordt bepaald aan de hand van de grootte van de pot. De blinde inzetten initiëren het spel, daarna is de minimale verhoging de grote blinde inzet en de maximale verhoging de pot.

## Pokerhanden

Voorbeelden van kaartcombinaties volgens dalende waarde

Een pokerhand bestaat telkens uit vijf kaarten en de volgende kaartcombinaties worden daarbij onderscheiden, geordend van minst naar meest waarschijnlijk, tegelijk ook van meest naar minst waardevol. In de meeste pokervarianten wordt de pot gewonnen door de speler die na de inzetrondes de beste pokerhand kan voorleggen wanneer het tot een showdown komt.
- Royal flush: Vijf opeenvolgende kaarten van dezelfde soort, met de aas als hoogste kaart. Bijvoorbeeld: A♠ K♠ Q♠ J♠ 10♠.
- Straight flush: Vijf opeenvolgende kaarten van dezelfde soort. Bijvoorbeeld: Q♦ J♦ 10♦ 9♦ 8♦
- Four of a kind: Ook wel carré of quads genoemd, vier kaarten met dezelfde waarde. Bijvoorbeeld: 4♣ 4♦ 4♥ 4♠ 9♥
- Full house: Drie kaarten van dezelfde waarde, gecombineerd met twee kaarten van een andere dezelfde waarde. Bijvoorbeeld:  8♣ 8♦ 8♠ K♥ K♠
- Flush: Vijf willekeurige kaarten van dezelfde soort. Bijvoorbeeld: K♠ J♠ 8♠ 4♠ 3♠.
- Straight: Straat. Vijf in waarde opeenvolgende kaarten van willekeurige soort. (De Aas kan hier gebruikt worden als hoger dan de Heer, of als één, dus lager dan de twee) Bijvoorbeeld: 5♦ 4♥ 3♠ 2♦ A♦
- Three of a kind: Ook wel trips of set. Drie kaarten van dezelfde waarde. Bijvoorbeeld: 7♣ 7♥ 7♠ K♦ 2♠
- Two pair: Twee paar, twee kaarten van gelijke waarde, gecombineerd met een paar kaarten van een andere gelijke waarde. Bijvoorbeeld: A♣ A♦ 8♥ 8♠ Q♠.
- One pair: Een paar. Twee kaarten van dezelfde waarde. Bijvoorbeeld: 9♥ 9♠ A♣ J♠ 4♥
- High card: Ook bekend als No pair of hoog. De hoogste kaart telt, waarbij de twee als laagste en aas als hoogste kaart geldt. In dit voorbeeld bestaat de hand uit "Ace high" oftewel "Aas Hoog". Bijvoorbeeld: A♦ 10♦ 9♠ 5♣ 4♣

Als meerdere spelers de pot bevechten en klaar zijn met inzetten, worden de handen getoond (showdown). Om de pot in zo'n geval te winnen moet de speler al zijn gesloten kaarten laten zien, zelfs als het op basis van één kaart al genoeg zou zijn om de pot te winnen.
Wanneer één of meerdere spelers dezelfde handwaarde hebben, bijvoorbeeld één paar azen, dan wint de speler met de hoogste bijhorende kaarten aangezien een pokerhand telkens uit vijf kaarten bestaat. Eerst wordt gekeken naar de hoogste bijhorende kaart (kicker) en als die ook gelijk zou zijn wordt verder vergeleken. Enkel wanneer beide spelers exact dezelfde combinatie van vijf kaarten voorleggen, wordt de pot verdeeld over deze spelers (split pot). Wanneer een ondeelbaar restant in de pot zit, wordt deze toegekend aan de speler die het dichtst links van de dealer zit. Indien het een pokervariant zonder dealer betreft, wordt het restant bij de inzet van de volgende hand toegevoegd. Voorbeeld van split pot in Texas Hold'em: de ene speler heeft A♠5♣ en de andere speler A♥3♦ terwijl de vijf gemeenschappelijke kaarten A♣K♠8♥ 8♦ 9♣ zijn. In dit geval hebben beide spelers twee paar azen en achten en is hun hoogste bijhorende kaart een koning.
Daarnaast zijn er bepaalde varianten (bijvoorbeeld 7 Card Stud Eight or Better) waar het de bedoeling is om de pot te delen tussen verschillende spelers. Meestal wordt er dan gesplit tussen de beste hand en de "slechtste" hand (mits aan bepaalde voorwaarden voldaan is).

### Five of a Kind (poker)
In sommige vormen van poker kan een joker voorkomen, waardoor een extra kaartcombinatie mogelijk wordt: Five of a kind, ook wel "poker" genoemd. Deze kaartcombinatie is dan de hoogste combinatie die mogelijk is, met A♠ A♥ A♦ A♣ Joker als de hoogste five of a kind. Men kan ook afspreken dat een joker alleen gebruikt mag worden voor een kaart die men niet heeft en dan is 'Five of a kind' niet mogelijk. Een kaart die als joker fungeert wordt ook wel "wild" genoemd, zo zijn de tweeën "wild" bij "Deuces Wild".
Voorbeeld van een split pot: wanneer er twee paar op het board ligt en geen speler heeft een hand beter dan deze twee paar, dan telt de hoogste kaart van de speler. Het is dan een split pot wanneer beide spelers dezelfde hoogste kaart in de hand hebben. (De tweede kaart speelt dan geen rol meer.)

### Kansen
Onderstaande tabel toont hoe groot de kans is op een bepaalde combinatie als er willekeurig vijf kaarten uit het spel worden getrokken. De kansen liggen anders als de spelers kaarten kunnen ruilen: ze zullen meestal kaarten van mindere waarde wegdoen, met als gevolg een extra kans op een gunstige combinatie.
| combinatie      | kans zonder joker | kans met joker |
| --------------- | ----------------- | -------------- |
| Five of a kind  | niet mogelijk     | 0,000035%      |
| Royal flush     | 0,00015%          | 0,000836%      |
| Straight flush  | 0,0014%           | 0,006272%      |
| Four of a kind  | 0,024%            | 0,29%          |
| Full house      | 0,14%             | 0,15%          |
| Flush           | 0,20%             | 0,27%          |
| Straight        | 0,39%             | 0,72%          |
| Three of a kind | 2,1%              | 2,21%          |
| Two pair        | 4,8%              | 4,31%          |
| One pair        | 42%               | 42,34%         |
| High card       | 50%               | 49,45%         |

## Geschiedenis
Over de precieze oorsprong van het pokerspel bestaat veel discussie. Voordat we hiermee beginnen werpen we eerst even een korte blik op de geschiedenis van kaartspelen in het algemeen.

### Europa
Het eerste Europese kaartspel dat grote overeenkomsten met poker vertoont, is het zogenoemde pochspiel dat in de 15e eeuw werd gespeeld in Duitsland. Het spel kende inzetrondes, handsterktes en bood de speler de kans om zijn handen te bluffen. In de 17e eeuw ontstaat in Frankrijk een spel genaamd poque dat direct lijkt af te stammen van het pochspiel. Niet alleen het pochspiel, maar ook een renaissance-spel genaamd primero en een ouder Frans kaartspel genaamd brelan staan aan de wieg van poque. Zoals al beschreven is het mogelijk dat er ook oosterse invloeden van toepassing zijn geweest op de ontwikkeling van het Franse kaartspel door de handel die in die tijd gedreven werd met Perzië.
De spelen die in die tijd in Europa ontstonden begonnen al behoorlijk veel kenmerken te vertonen van poker zoals we het vandaag de dag kennen. Begin 18e eeuw ontstond er in Engeland een kaartspel genaamd brag. In dit spel deden de begrippen blinds, pot en flush hun intrede in de kaartwereld. Zodoende krijgt de geschiedenis van poker steeds meer vorm.

### Amerika
Vanaf het moment dat de Europeanen Amerika op grote schaal begonnen te koloniseren is de ontwikkeling van het pokerspel in een stroomversnelling geraakt. Het is zeker dat de Europeanen hun kaarten en daarmee ook hun kaartspelen meenamen naar Amerika en de Engelsen hadden daar uiteraard het grootste aandeel in. De verschillende brag-spelen ontwikkelden zich en stonden vanwege het blufaspect ook wel bekend als lying game.
In het begin van de 19e eeuw waren de bragspelen en de lying games zo populair geworden in de Verenigde Staten dat zelfs indianenstammen zich met het spel bezighielden. Vanuit New Orleans verspreidde het spel zich richting het westen. In het Wilde Westen kreeg het spel een goede kans om zich te vestigen, het kaarten en het gokken paste goed bij de avonturistische types die naar het westen trokken. Er heersten relatief weinig regels ten opzichte van de conservatievere oostkust, die weer onderverdeeld was in een nog conservatiever zuiden en het noorden.
Vanaf 1830 kreeg het conservatieve zuiden meer vat op de cultuur in het westen en werd er hard opgetreden tegen gokken. Professionele gokkers werden uit steden gegooid en er zijn gevallen bekend waarbij gokkers gelyncht werden. De professionele gokkers mochten hun spelen niet meer op het vasteland spelen en zochten hun uitweg naar de zogenaamde riverboats op de Mississippi. Zware roulette wielen en ander casino materiaal waren niet zo geschikt om mee te nemen op de beroemde stoomboten en de gokkers gingen zich voornamelijk richten op kaartspelen die op de boten beter bekendstonden als de cheating games. In deze periode duikt ook voor het eerst het woord poker op in een geschrift van Jonathan H. Green. Hij doet in 1837 verslag van deze spelen en komt tot de conclusie dat er nog geen officiële naam voor bestaat en hij noemt het poker. Waar de naam vandaan komt is niet duidelijk, hoogstwaarschijnlijk komt de naam van het Franse poque of het Duitse poche, maar het is ook mogelijk dat de naam afstamt van het werkwoord to poke, een term die gebruikt werd door dieven. Dit paste namelijk wel bij het ondergrondse karakter van het spel.
Tijdens de periode van de “riverboatgamblers” won het gokken weer aan populariteit en het profiteerde van het grote aantal mannen dat richting het westen kwam door de Californische goudkoorts (1848-1855). In dit nieuwe gebied schoten professionele gokhuizen als paddenstoelen uit de grond. In het begin was poker nog niet zo populair als andere gokspelen omdat je niet je volledige kapitaal in één keer kon inzetten zoals bij bijvoorbeeld Roulette. Maar na een tijdje vielen steeds meer spelers voor de charme van poker.
Bijna 100 jaar lang was het spel nog onderhevig aan allerlei soorten verandering, de draw werd toegevoegd en er werden community cards bedacht zodat het spel met meer spelers gespeeld kon worden. Veel veranderingen zijn overigens bedacht door professionele valsspelers die op deze manier nieuwe manieren hadden om onwetenden geld afhandig te maken.
Vanaf 1920 was het spel zo ingeburgerd in de Amerikaanse cultuur dat ook vrouwen het spel begonnen te spelen. Het spel is vanaf zijn geboorte altijd al een spel geweest voor alle lagen van de bevolking en alle soorten bevolkingsgroepen. Dit paste uiteraard wel bij de Amerikaanse mentaliteit van een vrij land met mogelijkheden.
Tijdens de Eerste Wereldoorlog, de Tweede Wereldoorlog en de oorlog in Vietnam hebben de Amerikanen het spel verder verspreid over de wereld en vandaag de dag is het het meest bekende en gespeelde kaartspel ter wereld.

### Opkomst van Texas Hold'em
Vanaf het begin van de opkomst van poker is poker aan ontwikkeling en mode onderhevig geweest. Verschillende vormen poker volgden elkaar op als meest populaire vorm van die tijd. In de jaren '70 van de 20e eeuw werd het toernooi-poker steeds populairder, als tegenhanger van de standaard 'cash-game'. De pokervariant Texas Hold'em werd steeds meer de eerste keuze voor toernooien. Het gebruik van gemeenschapskaarten in Hold'em betekende een groter inzicht in de situatie aan tafel, waardoor speeltechnieken en tactieken konden worden uitgebreid. Dit in tegenstelling tot pokerspelen met een groter blufelement.
Texas Hold 'em heeft de afgelopen jaren een enorme groei doorgemaakt, en is anno 2010 de bekendste en meest gespeelde vorm van poker. Het dankt zijn populariteit mede aan tv-shows waarbij een "hole cam" of "pocket cam" gebruikt werd, zoals bij de "World Poker Tour" en de "World Series of Poker". Het feit dat met deze camera's de kaarten van alle spelers voor het publiek zichtbaar werden, en daarmee ook het inzicht in de tactiek en speelwijze van de pokerspelers, betekende een enorme vooruitgang in kijkersaantallen. Het gevolg was een explosieve groei van het aantal pokerspelers in Amerika en kort daarna ook in de rest van de wereld. Poker was van een anoniem gokspel in één keer een tv-sport geworden, waarmee het ouderwetse 'rokerige kamertjes' imago in korte tijd verdween.

### World Series of Poker
De World Series of Poker (WSOP) is een gerenommeerd pokertoernooi dat sinds 1970 jaarlijks wordt georganiseerd in Las Vegas. Van enkele tientallen deelnemers in de beginjaren is dit toernooi uitgegroeid tot het grootste en meest prestigieuze pokertoernooi ter wereld. In 2006 organiseerde de WSOP 45 pokertoernooien met verschillende inleg en opzet, met vele duizenden deelnemers in totaal. De inleg voor het 'hoofdprogramma (main event)' bedroeg $10.000 maar telde desondanks meer dan 8000 inschrijvingen. De hoofdprijs voor de winnaar kwam uit op $12 miljoen. Een overwinning in de WSOP heeft vele pokerspelers wereldberoemd gemaakt (zie de lijst van winnaars van de WSOP Main Event). De winst van Chris Moneymaker in 2003 waarmee hij $2.5 miljoen won (na internetkwalificatietoernooi van $39) spreekt tot de verbeelding. Sindsdien is het aantal deelnemers aan de WSOP sterk toegenomen: van 839 in 2003 naar 8773 in 2006, wat een navenante stijging van het prijzengeld voortbracht.
Op 18 juni 2008 won Rob Hollink Nederlands eerste World Series of Poker bracelet, hij won het $10.000 limit championship toernooi, en daarmee $496.931,- prijzengeld.

## Poker in Nederland

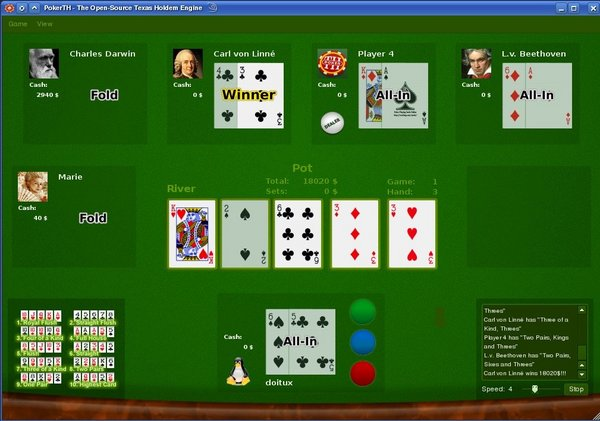
PokerTH, een pokerprogramma.

Net als in veel Europese landen is in Nederland sinds het begin van de 21e eeuw een grote belangstelling voor poker ontstaan, met als gevolg een sterke groei in het aantal georganiseerde pokertoernooien en cashgames (buiten het Holland Casino om).
Naar aanleiding van de 'poker-rage' in Nederland ontstond een politieke discussie over de vraag of poker een kansspel al dan niet een behendigheidsspel is. Dit in verband met het staatsmonopolie van Holland Casino op de kansspelen en de legaliteit van door derden georganiseerde toernooien en internetpoker. De Hoge Raad heeft zich op het standpunt gesteld dat poker een kansspel is. Het College Toezicht Kansspelen heeft geadviseerd om poker als bingo te behandelen. De Minister van Justitie heeft echter in 2007 het oordeel van de Hoge Raad bevestigd, ook verwijzend naar de meeste andere Europese landen waar poker als kansspel gezien wordt.
Op 2 juli 2010 sprak de rechtbank in Den Haag in een zaak tegen een organisator van pokertoernooien uit dat poker géén kansspel is. De rechtbank wees erop dat nooit wetenschappelijk overtuigend is bewezen dat poker wel een kansspel zou zijn. Dat het spel in andere landen als kansspel wordt aangemerkt, betekent niet automatisch dat het zo is. Het OM is direct in hoger beroep gegaan.
Op 23 augustus kwam de Adviescommissie Kansspelen met het advies internet poker te legaliseren. Het advies tot regulering over te gaan beperkt zich tot online poker, de motivatie is dat poker in verhouding tot andere casino spelen minder verslavingsproblemen meebrengt.
Let wel: poker is en blijft 'gokken', per definitie. Men zet in op kansen, men weet niet wat de uitkomst zal zijn. Echter, poker biedt, doordat men kansen kan berekenen en men tactiek kan aanpassen aan diverse situaties, als een van de weinige gokspelen een kans tot bekwaming (dat wil zeggen winstgevendheid op lange termijn). Het is in poker mogelijk beslissingen (acties) te maken die voordelig kunnen zijn voor de winstverwachting op de lange duur. Dit plaatst poker volgens velen binnen de groep van de "behendigheidsspelen" en buiten de groep van de "kansspelen".
Volgens het wetsvoorstel kansspelen op afstand zal worden verduidelijkt dat poker voor de Wet op de kansspelen en de kansspelbelasting als kansspel wordt aangemerkt. Bij landbased pokertoernooien gaat volgens dit voorstel de kansspelbelasting geheven worden bij de aanbieder over het bruto spelresultaat alsmede hetgeen de aanbieder ontvangt voor het geven van gelegenheid tot het deelnemen aan pokertoernooien. Het bruto spelresultaat is in de praktijk nihil, waardoor per saldo de toernooifee de belastinggrondslag is. Deze wijze van belastingheffing (casinoregime) wordt voorgesteld ondanks het feit dat een pokertoernooi niet de kenmerken heeft van een casinospel: dat laatste kenmerkt zich door een snelle opeenvolging van spelen en inzetten en uitkeringen die heen en weer gaan tussen spelers en de bank. Een pokertoernooi is als geheel één spel.
In 2015 werd het ONK Poker opgericht.  Dit amateur poker kampioenschap draagt bij aan de populariteit van poker in Nederland. Het is een pokertoernooi zonder prijzen, waardoor deze niet onder de wet op kansspelen valt. In 2015 werd ook de Poker Series  voor de eerste keer georganiseerd. Deze live-serie voor recreatieve pokeraars trok tijdens de eerste 5 seizoenen gemiddeld ruim 100 spelers per toernooi. De voorrondes vonden onder andere plaats in de voetbalstadions van Feyenoord, RKC Waalwijk, FC Utrecht, Willem II, FC Oss en NEC Nijmegen. De Poker Series maakt onderdeel uit van het grootste Nederlandstalige pokerportaal, met daarop ook dagelijks pokernieuws, interviews, video's en een poker-kennisbank.
Eveneens in 2015 werd de Nederlandse Poker Hall of Fame opgericht om de beste Nederlandse pokerspelers te eren. In het eerste jaar werden Marcel Lüske, Noah Boeken, en Jorryt van Hoof opgenomen in de lijst.

## Poker in België
Poker wordt in België nog steeds beschouwd als een gokspel pur sang. Pas sinds eind 2007 is het voor casino's ook toegestaan pokerspelen te organiseren en sinds 20 april 2010 is het ook in 180 amusementscentra toegestaan cash-games te organiseren op automatische pokertafels. De eerste Belgische WSOP bracelet winnaar is Davidi Kitai die in 2008 $244.546 opstreek toen hij het $2.000 Pot Limit Hold'Em toernooi won. België kent geen prestigieuze toernooien.
In België is het verboden om zelf gokspelen voor geld te organiseren of er zelfs aan deel te nemen.
Voor "live poker" wordt echter wel gespecificeerd dat de wet enkel toepasbaar is op spellen waar er om een inzet wordt gespeeld, tenzij die inzet binnen "maatschappelijk aanvaardbare normen" valt. Er wordt door de kansspelencommissie zelf €0,22 als inbreng en €6,20 als opbrengst voorgesteld als voorbeeld.

## Online poker
Poker wordt behalve live ook op grote schaal op het internet gespeeld, doorgaans op specifiek voor dat doeleinde opgerichte pokersites. Algemene kansspelbedrijven als Unibet, Betfair, Ladbrokes en William Hill bieden daarnaast ook poker aan. Naast het ontbreken van fysieke interactie tussen spelers, is ook het aantal handen dat per uur gespeeld wordt op internet hoger dan in een live-game. Dit voornamelijk doordat de computersystemen na gespeelde handen geen kaarten hoeven in te nemen en schudden, maar direct opnieuw kunnen delen.
Tot de grootste pokerwebsites behoren onder meer:
- 888 Poker (voorheen Pacific Poker)
- Full Tilt Poker
- GGpoker
- Partypoker
- PokerStars
- Unibet

In een aanzienlijk aantal landen is het aanbieden van online poker bij wet verboden, zoals in de Verenigde Staten. Om vervolging te ontlopen, huisvesten grote pokersites hun servers daarom doorgaans in exotische plaatsen, of locaties als Malta en Isle of Man.
In België is de situatie omgekeerd. Alle aanbieders van online poker worden verplicht hun servers te draaien op Belgisch grondgebied en te beschikken over een casinolicentie. Momenteel beschikken drie online poker aanbieders over een testlicentie. Golden Palace, de Belgische aanbieder van het Ongame-platform, beschikt over zijn casinolicentie via zijn eigen groep van speelhallen. Partouche is een groep van casino's in België en daarbuiten. Ook PokerStars heeft inmiddels een licentie, waardoor Belgen verplicht zijn op PokerStars.be te pokeren om te kunnen spelen op het netwerk.
Sinds 1 oktober 2021 kan je in Nederland legaal online spelen. De Nederlandse Kansspelautoriteit heeft vergunningen verstrekt aan tien aanbieders van online kansspelen.

## Poker en kunstmatige intelligentie
In 1996 werd Kasparov al door de computer verslagen op het schaakbord. Nu wint kunstmatige intelligentie het ook van professionele pokerspelers. Het computerprogramma, Libratus genaamd, versloeg in januari 2017 vier topspelers (Jason Les, Dong Kim, Daniel McAulay en Jimmy Chou) in het spel Texas Hold‘em. Er werd 10 uur per dag heads-up gespeeld, iedere speler speelde 30.000 handen tegen het computerprogramma. Libratus is gecreëerd door Professor Tuomas Sandholm en drs. Noam Brown van de Carnegie Mellon Universiteit in Pittsburgh.

## Poker op televisie
- The Big Game
- Durrr Million Dollar Challenge
- European High Roller (cashgame)
- High Stakes Poker
- Late Night Poker
- Late Night Stars of Poker
- Learn from the Pros
- Lords of Poker (reality)
- Million Dollar Cash Game (cashgame)
- More Than Just A Game (reality)
- Poker After Dark
- Poker Uncovered (reality)
- Pokerkampioen van Nederland

Alle bovenstaande programma's zijn (ook) op een Nederlandse zender uitgezonden. Programma's met reguliere verslaggeving van pokerevenementen zijn niet in de lijst opgenomen